# 溝額琴蝦蛄
溝額琴蝦蛄（学名：Lysiosquilla sulcirostris）为琴蝦蛄科琴蝦蛄屬下的一个种。